# Traumatismo penetrante de cabeza
Un traumatismo penetrante de cabeza, o traumatismo abierto de cabeza, es un tipo de traumatismo craneoencefálico en el que la duramadre, la capa de las meninges se rompe. 

El traumatismo penetrante puede ser causado por la alta velocidad de los proyectiles u objetos de menor velocidad, tales como cuchillos, o fragmentos óseos de una fractura de cráneo que se introducen en el cerebro. Las lesiones en la cabeza causadas por un traumatismo penetrante son graves emergencias médicas y pueden causar discapacidad permanente o la muerte.
Un traumatismo penetrante de cabeza implica "una herida en el que un objeto infringe el cráneo pero no sale de él". En contraste, una perforación de cabeza es una herida en la que el objeto pasa a través de la cabeza y deja una herida de salida.

## Mecanismos

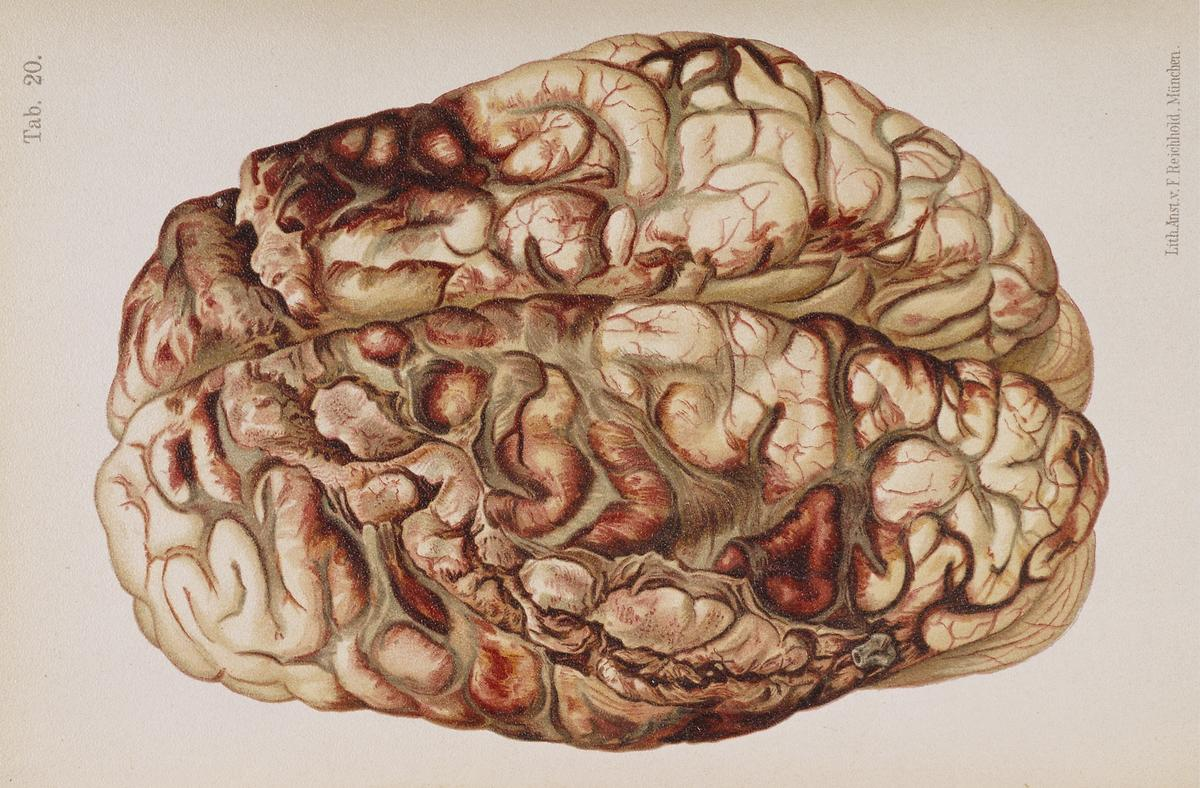
Una ilustración de un cerebro después de un "cercamiento" de una herida de bala, mostrando el patrón de lesión causado por la trayectoria de la bala.

En el traumatismo penetrante de misiles de alta velocidad, las lesiones pueden producirse no solo desde la laceración inicial y trituración del tejido cerebral por el proyectil, sino de la posterior cavitación. Los objetos de alta velocidad crean rotaciones y pueden crear una onda de choque que causan lesiones de estiramiento, formando una cavidad que es de tres a cuatro veces mayor en diámetro que el propio misil. Una cavidad temporal pulsante también está formada por un misil de alta velocidad y puede tener un diámetro treinta veces mayor que el del misil. A pesar de que esta cavidad se reduce en tamaño una vez que la fuerza ha terminado, el tejido que se comprime durante la cavitación permanece lesionado. El tejido cerebral destruido o bien puede ser expulsado por heridas de entrada o de salida o averiado contra los lados de la cavidad formada por el misil.
Los objetos de baja velocidad suelen causar lesiones penetrantes en las regiones del hueso temporal o de la cavidad orbitaria del cavidad ósea, donde los huesos son más delgados y más propensos a romperse. El daño de las lesiones penetrantes de menor velocidad se limita a la zona de la herida por arma blanca, porque el objeto de menor velocidad no crea tanto la cavitación. Sin embargo, la baja velocidad de penetración de los objetos como balas lentas pueden rebotar dentro del cráneo, sin dejar de causar daños hasta que dejen de moverse.

## Fisiopatología
Aunque es más probable que cause infección, el traumatismo penetrante es similar al traumatismo cerrado de cabeza, tal como la contusión cerebral o la hemorragia intracraneal. Como en un traumatismo cerrado de cabeza, la presión intracraneal es probable que aumente debido a la hinchazón o el sangrado, lo que podría aplastar el delicado tejido cerebral. La mayoría de las muertes por traumatismo penetrante son causados por el daño a los vasos sanguíneos, lo que puede dar lugar a un hematoma intracraneal e isquemia, la cual a su vez puede conducir a una cascada bioquímica llamada cascada isquémica. La lesión de un traumatismo penetrante cerebral es en su mayoría focal (es decir, afecta a un área específica del tejido).
Estudios con escáner PET y proyección de imágenes transcraneales Doppler han demostrado que los cambios en el flujo sanguíneo cerebral, tales como la hipoperfusión y el vasoespasmo, pueden seguir penetrando la lesión en la cabeza. Estos cambios pueden durar dos semanas. Una cascada isquémica similar al curso de eventos celulares y metabólicos que siguen otras lesiones en la cabeza pueden seguir penetrando a las lesiones en la cabeza. A veces en los traumatismos penetrantes, el cerebro libera tromboplastina que puede conducir a problemas con la coagulación de la sangre.
Mientras que un traumatismo contundente de cabeza no presenta un riesgo de shock debido a la hemorragia,  que hace el traumatismo penetrante de cabeza.

## Diagnóstico y tratamiento

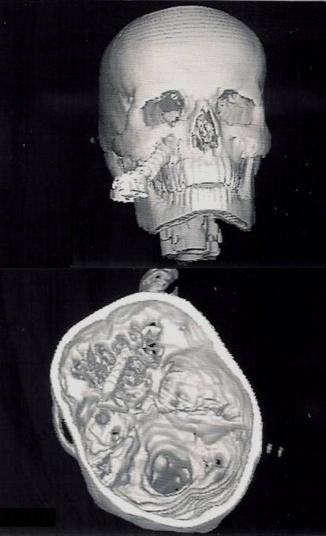
TC 3D mostrando un traumatismo penetrante de cabeza por un destornillador.

Una persona con traumatismo penetrante de cabeza puede ser evaluada utilizando rayos X, escáner TC, o IMR (la IMR sólo puede ser utilizada cuando el objeto penetrante no fuese magnético, porque la IMR utiliza el magnetismo y podría mover el objeto, causando más daño).
La cirugía puede ser requerida para desbridar o reparar el daño o para aliviar el exceso de la presión intracraneal. La presión intracraneal es monitoreada se procura intentar mantenerla dentro de los rangos normales. Los fluidos intravenosos son dados y se hacen esfuerzos para mantener altos niveles de sangre oxigenada.

## Pronóstico
Las lesiones de mayor velocidad tienden a tener el peor daño asociado. Un estudio publicado en 1991, que documentó a 314 individuos que habían sufrido de traumatismos penetrantes craneales causadas por heridas de bala, se descubrió que el 73% sucumbió ante sus heridas en el lugar del incidente, y otro 19% en última instancia murieron después, lo que indica una tasa de mortalidad total de 92%. Las lesiones perforativas tienen un pronóstico peor.
El traumatismo penetrante de cabeza puede causar el deterioro o la pérdida de las habilidades controladas por las partes del cerebro que están dañadas. Un famoso ejemplo es Phineas Gage, cuya personalidad parece haber cambiado (aunque no tan drásticamente como usualmente se describe) después de una lesión perforante a su lóbulo frontal.
La gente con hemorragia subaracnoidea, pupila dilatada, dificultad respiratoria, hipotensión, o vasopasmo cerebral son más propensos a tener peores resultados.
La gente con traumatismo penetrante de cabeza puede tener complicaciones como el síndrome de dificultad respiratoria aguda, la coagulación intravascular diseminada, y el edema pulmonar neurológico. Hasta el 50% de los pacientes con lesiones penetrantes cerebrales tienen una aparición tardía de epilepsia postraumática.